# Charles Popineau

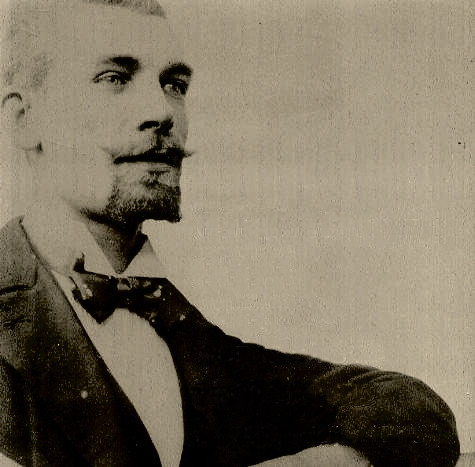
Charles Popineau, ein Lyoner Fotokünstler der Belle Époque

Charles Popineau (* 8. März 1871 in Lyon; † 1948 in Lyon) war ein französischer Fotograf, der von 1885 und 1927 in Lyon arbeitete.

## Berufsleben
Charles Popineau begann seine berufliche Laufbahn als Buchhändler und wurde später Leiter der Buchhandelsabteilung der Tageszeitung Lyon Républicain. Zusammen mit seiner Frau Jeanne-Péroline Mazaire richtete er in seinem Wohnhaus eine Dunkelkammer für die Entwicklung von Fotos ein. Anfangs verwendete er eine rudimentäre, selbst gebastelte Kamera. Später investierte er in eine Kamera der Schweizer Marke Suter, die er später durch eine Taschenfaltkamera der gleichen Marke ersetzte, um Schnappschüsse zu machen.
Er erfand den Pulverblitz, den sogenannten Inflamator mit einem Magnesiumband, mit er auch in dunklen Innenräumen Sofortbilder aufnehmen konnte.
Im Ersten Weltkrieg führte er für die französische Armee Militärreportagen durch. Nach dem Sturz aus einer Straßenbahn wurde ihm 1916 zunächst der Fuß und dann das rechte Bein amputiert. Er wurde daraufhin ausgemustert und wieder beim Lyon Républicain eingestellt, bis er im Alter 56 Jahren den Ruhestand antrat aber weiterhin mit der Association de la presse sportive lyonnaise zusammenarbeitete. Er starb 1948 im Alter von 77 Jahren.

## Nachweise
1. ↑  Guy Borgé und Marjorie Borgé: Charles Popineau: Histoire d'un poète lyonnais de la photographie. 1. Juli 2013.
2. ↑  Justine Botrel: Charles Popineau, photographe lyonnais de la belle époque. 8. September 2024.

| Personendaten    | Personendaten          |
| ---------------- | ---------------------- |
| NAME             | Popineau, Charles      |
| KURZBESCHREIBUNG | französischer Fotograf |
| GEBURTSDATUM     | 8. März 1871           |
| GEBURTSORT       | Lyon                   |
| STERBEDATUM      | 1948                   |
| STERBEORT        | Lyon                   |